# Tempest (album de Bob Dylan)
Pour les articles homonymes, voir Tempest.
Albums de Bob Dylan
The Original Mono Recordings
(2010) The 50th Anniversary Collection
(2012)
Tempest est le trente-cinquième album studio de Bob Dylan, sorti le 10 septembre 2012 (le 10 au Royaume-Uni et le 11 aux États-Unis).
La chanson-titre dure quatorze minutes et a pour sujet le naufrage du Titanic, tandis que Roll On John est un hommage à John Lennon.

## Titres
Toutes les chansons sont écrites et composées par Bob Dylan.
| 1.    | Duquesne Whistle      | 5:48  |
| 2.    | Soon After Midnight   | 3:28  |
| 3.    | Narrow Way            | 7:24  |
| 4.    | Long and Wasted Years | 3:47  |
| 5.    | Pay in Blood          | 5:09  |
| 6.    | Scarlet Town          | 7:10  |
| 7.    | Early Roman Kings     | 5:14  |
| 8.    | Tin Angel             | 9:05  |
| 9.    | Tempest               | 14:00 |
| 10.   | Roll On John          | 7:28  |
| 75:14 |                       |       |

## Musiciens
- Bob Dylan – guitare, piano, chant
- Tony Garnier – basse
- George G. Receli – batterie
- Donnie Herron – guitare steel, banjo, violon, mandoline
- Charlie Sexton – guitare
- Stu Kimball – guitare
- David Hidalgo – guitare, accordéon, violon